# Campo de Gibraltar
El Campo de Gibraltar es una de las seis comarcas de la provincia de Cádiz, situada en el extremo sur de la comunidad autónoma de Andalucía. Recibe su nombre del peñón de Gibraltar.
Los municipios que componen el Campo de Gibraltar son ocho: Algeciras, Los Barrios, La Línea de la Concepción y San Roque, todos ellos situados en el arco que conforma la bahía de Algeciras, además de Tarifa, principalmente orientada hacia el océano Atlántico, Castellar de la Frontera, Jimena de la Frontera y San Martín del Tesorillo, en el interior de la comarca. Es una de las comarcas con más identidad propia de Andalucía.

## Toponimia

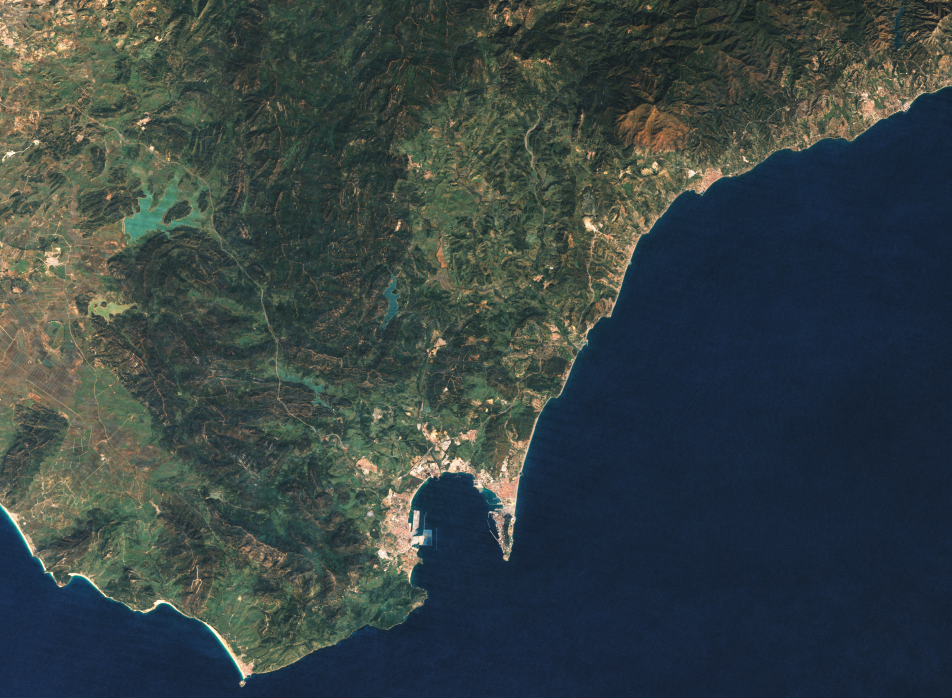
Vista de satélite del Campo de Gibraltar.

El nombre del "Campo de Gibraltar" proviene del antiguo municipio español de Gibraltar, cuyo núcleo urbano es hoy territorio británico de ultramar. Hasta 1704, el Campo de Gibraltar era simplemente el término municipal de Gibraltar, unos 500 kilómetros cuadrados equivalentes aproximadamente a los actuales municipios de Algeciras, San Roque, Los Barrios y La Línea de la Concepción. Tras la toma de Gibraltar por tropas anglo-holandesas en 1704, durante la guerra de sucesión española, y su posterior cesión, en 1713, al Reino de Gran Bretaña, la práctica totalidad de los gibraltareños se refugiaron permanentemente en el territorio de Gibraltar no invadido por las fuerzas militares británicas y crearon las primeras poblaciones modernas de Algeciras, San Roque y Los Barrios, las cuales durante varios años siguieron considerándose oficialmente por España como parte del término municipal de Gibraltar. No fue hasta 1759 cuando cada una de ellas se constituyó como municipio diferenciado.

## Situación
| Noroeste: La Janda        | Norte: La Janda Serranía de Ronda    | Noreste: Serranía de Ronda Costa del Sol Occidental |
| Oeste: Océano Atlántico   |                                      | Este: Mar Mediterráneo                              |
| Suroeste Océano Atlántico | Sur: Gibraltar Estrecho de Gibraltar | Sureste: Mar Mediterráneo                           |

## Geografía

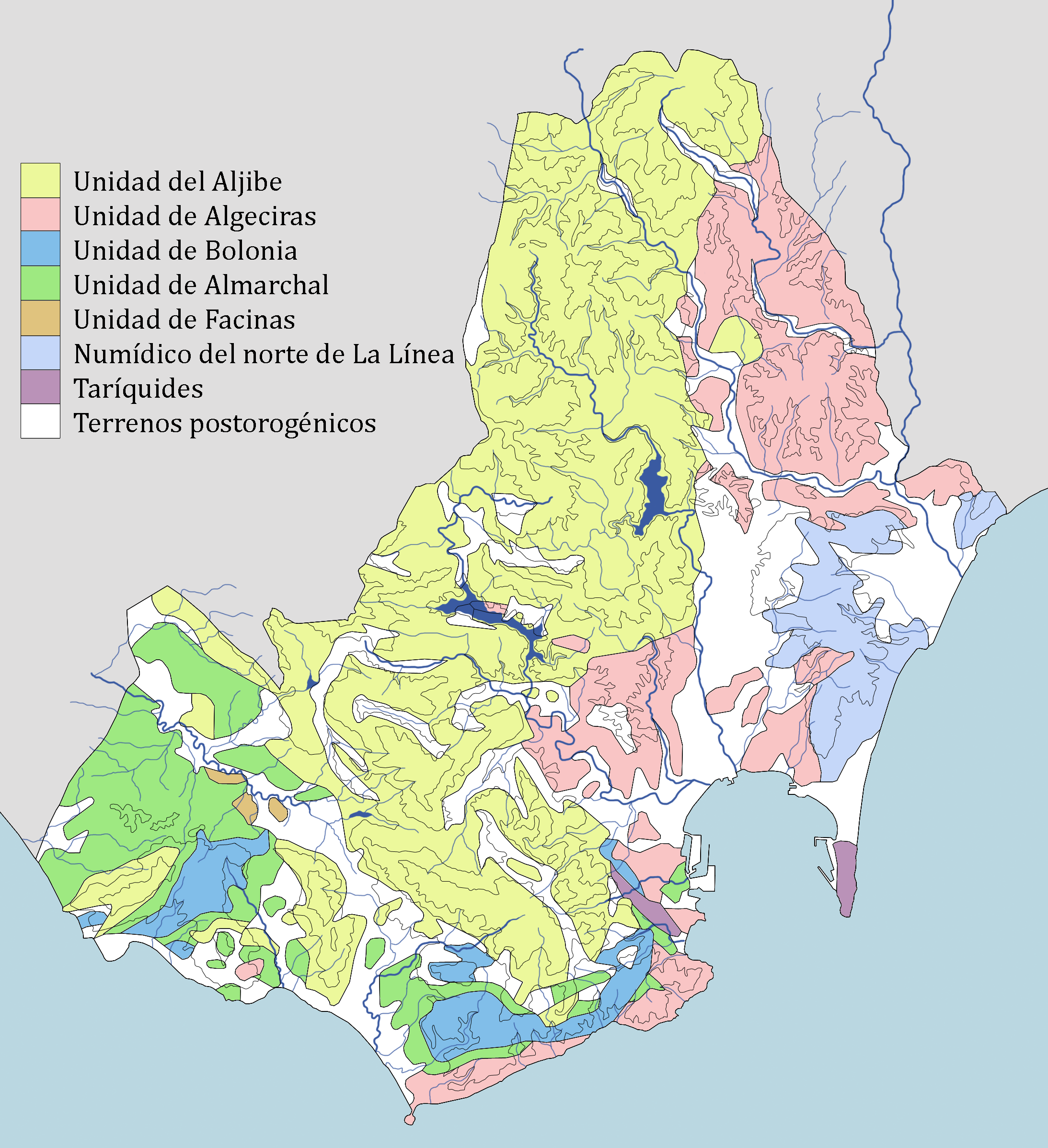
Esquema de las unidades geológicas del Campo de Gibraltar.

Situada en el extremo occidental de la cordillera Penibética, se extiende desde las estribaciones del Macizo del Aljibe hasta el estrecho de Gibraltar, poseyendo la mayor extensión de costas de toda Andalucía y siendo la única que está bañada por el océano Atlántico y el mar Mediterráneo. Su territorio limita con las comarcas de La Janda, en la misma provincia, así como la Serranía de Ronda y la Costa del Sol Occidental, en la provincia de Málaga.

### Geología

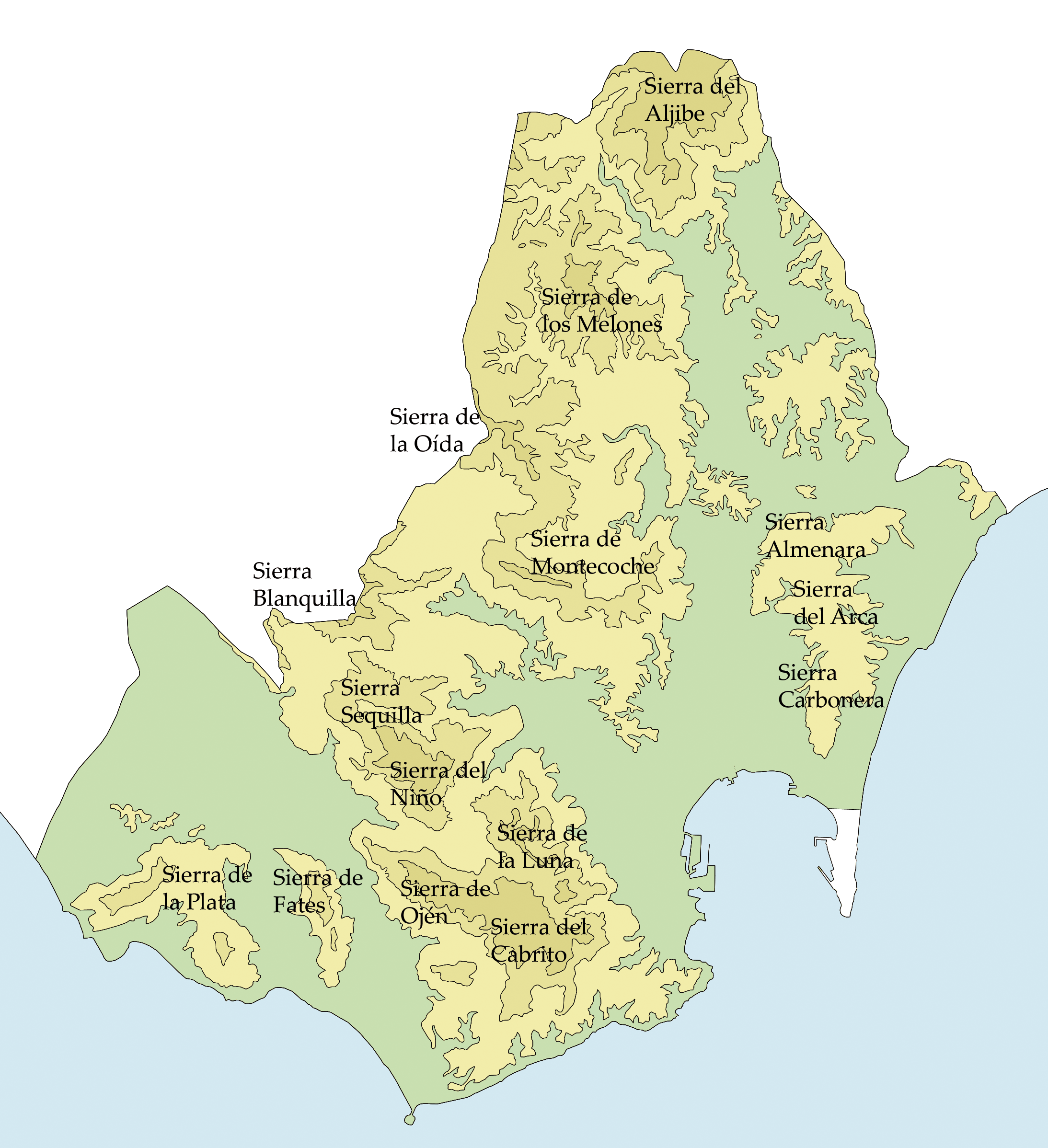
Unidades de relieve del Campo de Gibraltar.

El Campo de Gibraltar, como la zona norte de Marruecos, está formado por una serie muy compleja de sucesiones geológicas enmarcadas en lo que se denomina Unidades del Campo de Gibraltar, típicas del extremo sur de la cordillera Bética. Las Unidades del Campo de Gibraltar aparecen en diferentes afloramientos en todo el territorio, si bien la Unidad del Aljibe, formada por areniscas, son las más abundantes del territorio. La Unidad de Almarchal aparece principalmente en el término de Tarifa, aunque existen pequeños afloramientos en los entornos a la cantera de Los Guijos en Algeciras. Está formado por margas esquistosas, aunque algunos sondeos han mostrado que pueden poseer una matriz muy abundante en arcillas. La Unidad de Facinas aparece en la comarca únicamente en los alrededores de esta pedanía de Tarifa, aunque es muy abundante en el Norte de África; está formada principalmente por arcillas y margas. La Unidad de Bolonia aparece de forma discontinua en diversas zonas costeras desde Bolonia al río Palmones. Igual que ocurre con la unidad de Facinas, la de Bolonia tiene mayor representación en Marruecos. Esta unidad cretácica tiene una facies típica de arcillas rojizas. La Unidad de Algeciras está formada por un flysch margo areniscoso micáceo con edades comprendidas entre el oligoceno y el cretácico. Los materiales cuaternarios ocupan principalmente las cuencas de los ríos y han sido formados por el acúmulo de sedimentos procedentes de los cauces fluviales.

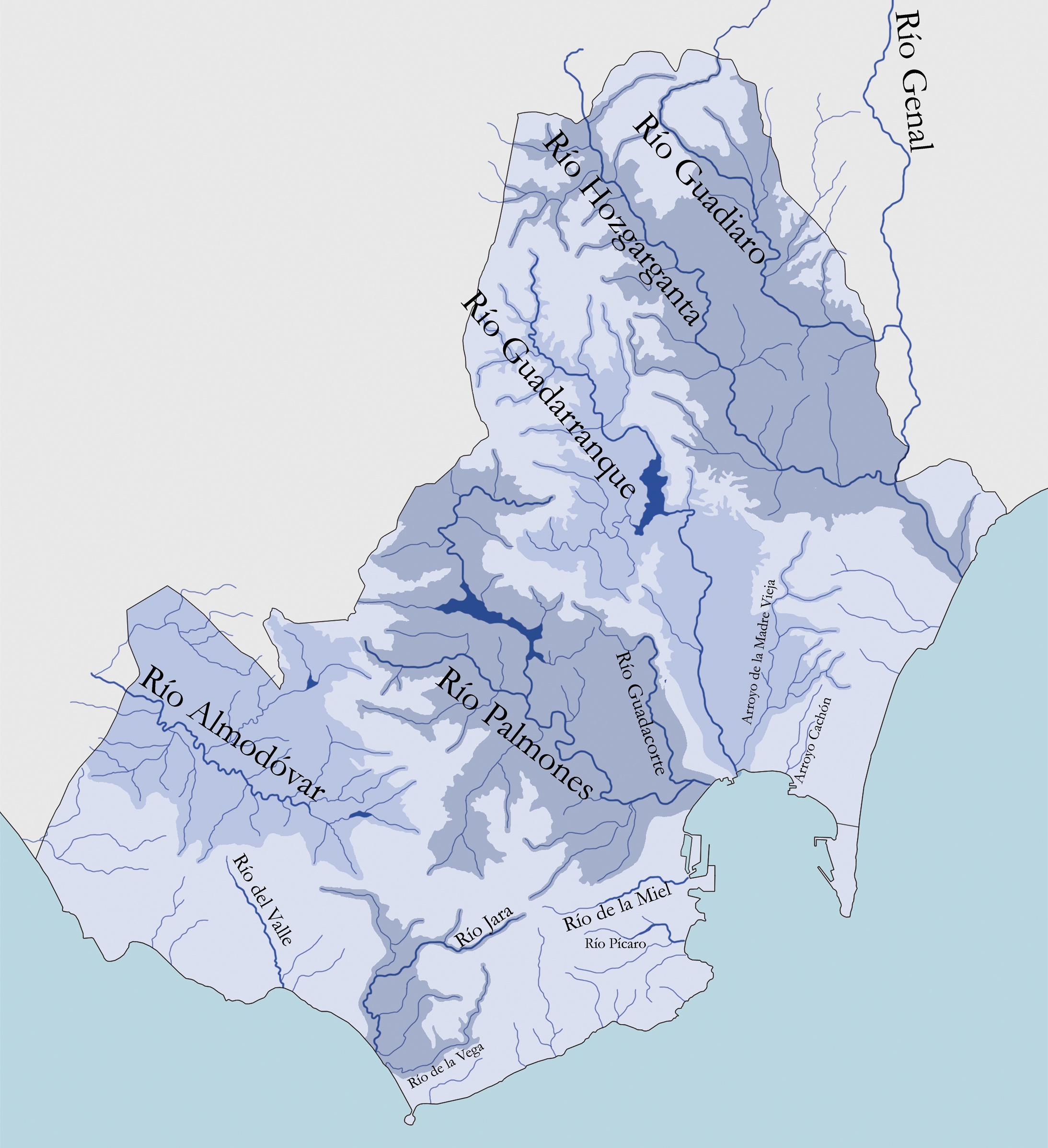
Principales cursos fluviales del Campo de Gibraltar.

### Relieve
Las sierras del Campo de Gibraltar ocupan todo el eje central de la comarca y aunque no alcancen grandes alturas si llegan a adquirir una fuerte pendiente en su encuentro con la costa dando lugar a la formación de abruptos acantilados. Las mayores alturas se presentan en el interior de la comarca, alrededor del pico del Aljibe y en la sierra del Bujeo.
Enmarcando las sierras campogibraltareñas se encuentran las vegas de los principales ríos, Palmones-Guadiaro al este y Barbate al oeste.

### Hidrología
La parte occidental de la comarca desde aproximadamente la ensenada de El Tolmo perteneces a la cuenca hidrográfica atlántico andaluza mientras que la zona oriental pertenece a la cuenca hidrográfica mediterráneo andaluza. La orografía de la comarca condiciona la naturaleza de las corrientes fluviales presentes en la zona. La gran pendiente en la zona del estrecho sólo permite el mantenimiento de cauces cortos estacionales mientras que las zonas oriental y occidental del estrecho dan posibilidad a la existencia de ríos de mayor tamaño. En el occidente del Campo de Gibraltar existen varios ríos de mediano cauce como el río de la Vega o el río Jara aunque la mayor parte del territorio en esta zona está regado por afluentes del río Almodóvar. La zona oriental posee ríos de mayor tamaño y cauce nacidos todos ellos en las sierras del Aljibe y en la Serranía de Ronda. Los ríos Guadiaro, Guadarranque, Hozgarganta y Palmones de largo recorrido tienen varios embalses que abastecen de agua potable a la población comarcal.
Existen importantes acuíferos que mantienen las reservas hídricas tanto para el uso de la población como para los cultivos existentes en la campiña. Los depósitos pliocuaternarios de la cuenca Guadarranque Palmones ocupan unos 105 km² alrededor de las vegas de ambos ríos son los más importantes de los presentes. También destacan por su extensión los acuíferos pliocenos de Sotogrande de unos 33,5 km², y los cuaternarios de La Línea de alrededor de 10 km². Aparte de los anteriores son importantes los depósitos de la cuenca Guadiaro Hozgarganta con 40 km² y los acuíferos relacionados con las areniscas de la sierra del Aljibe con unos 75 km² que se presentan muy fragmentarios y en ningún caso podría hablarse de un único depósito sino a una sucesión de estos a diferentes niveles.

### Costas
Los flancos oriental y occidental de la costa campogibraltareña se caracterizan por la escasa elevación del terreno y la consiguiente formación de playas. En este sentido el litoral que parte desde la ciudad de Tarifa hasta el límite con el término municipal de Barbate y desde la ciudad de La Línea hasta el límite con Manilva está formado por playas de fina arena y gran anchura salvo en zonas puntuales como Punta Camarinal, Punta Paloma, Punta Carbonera y Punta Chullera donde se forman cabos. La zona del Estrecho, desde Punta Carnero hasta la Punta de Tarifa, está formada por zonas de acantilados debido a la proximidad de las sierras. La geología del terreno, formado por flysch hace que se sucedan en toda esta área diversas calas, originadas por la degradación de materiales blandos y la permanencia de los materiales duros. La bahía de Algeciras ha perdido hoy día la mayor parte de sus referentes litorales por la ocupación humana de la ribera. En general el arco de la bahía está formado por zonas bajas ocupadas por playas de poca anchura debido a la fuerte pendiente que presenta el lecho marino. Solo de forma puntual aparecen áreas elevadas próximas a la costa, especialmente en el término municipal de Algeciras donde la propia ciudad se encuentra construida sobre playas cuaternarias elevadas.
| Playa                  | Municipio | Longitud metros |
| ---------------------- | --------- | --------------- |
| Playa de Atlanterra    | Tarifa    | 2900            |
| Playa de los Alemanes  | Tarifa    | 1500            |
| Playa de El Cañuelo    | Tarifa    | 800             |
| Playa de Bolonia       | Tarifa    | 3800            |
| Playa de Valdevaqueros | Tarifa    | 4050            |
| Playa de Los Lances    | Tarifa    | 7250            |
| Playa Chica            | Tarifa    | 400             |

| Playa                   | Municipio                 | Longitud metros |
| ----------------------- | ------------------------- | --------------- |
| Cala Arenas             | Algeciras                 | 400             |
| Playa de Getares        | Algeciras                 | 5200            |
| Playa de El Chinarral   | Algeciras                 | 950             |
| Playa de El Rinconcillo | Algeciras                 | 7900            |
| Playa de Palmones       | Los Barrios               | 750             |
| Playa de Guadarranque   | San Roque                 | 600             |
| Playa de Campamento     | San Roque                 | 1200            |
| Playa de Poniente       | La Línea de la Concepción | 800             |

### Medio natural

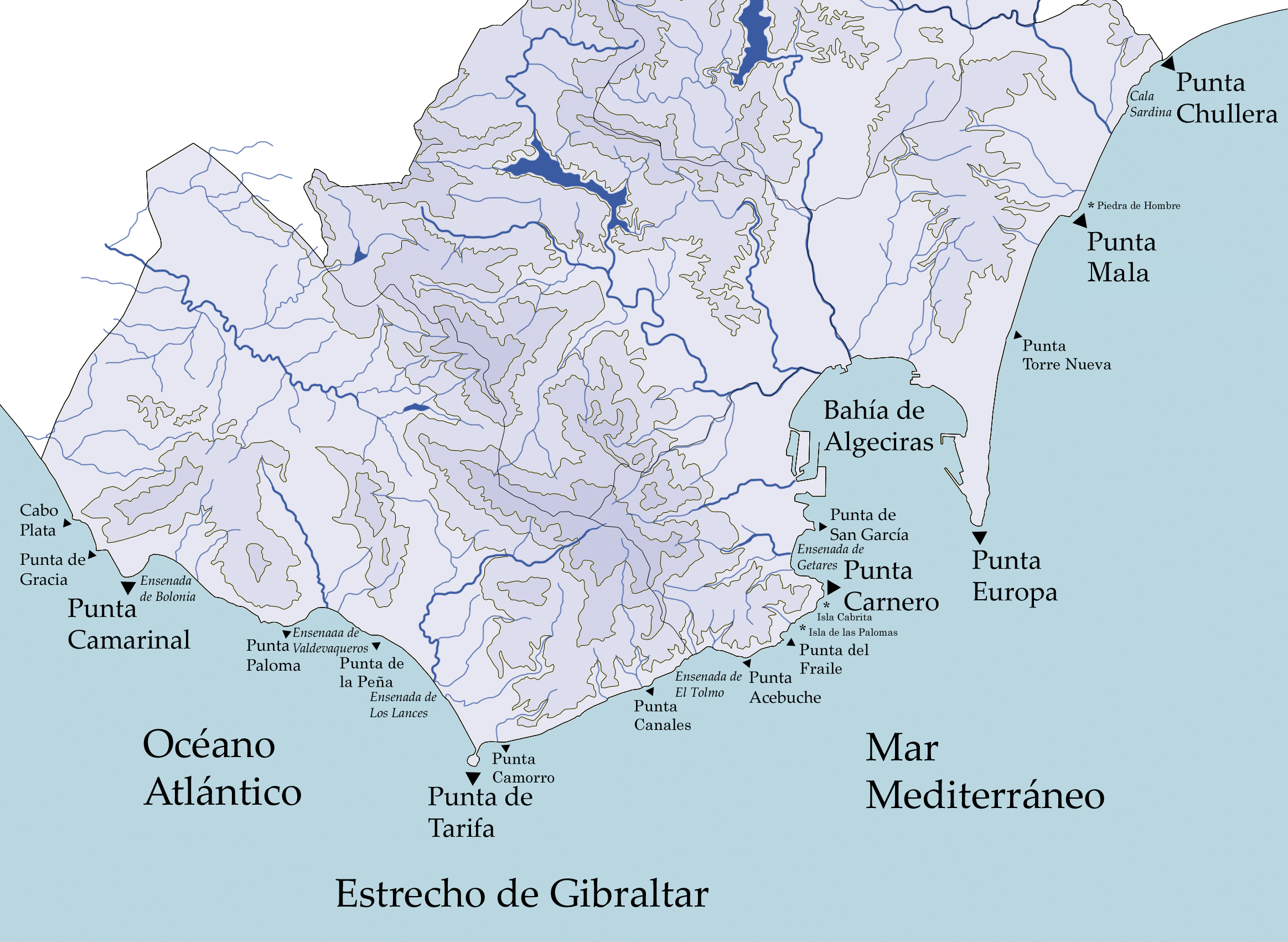
Principales accidentes costeros del Campo de Gibraltar.

Fitogeográficamente el Campo de Gibraltar pertenece la región Mediterránea subregión Mediterránea Occidental. Dentro de esta división forma parte de la provincia Lusitano-Andaluza litoral Subprovincia Onubo-Gaditano-Algarviense conformando la mayor parte del llamado subsector aljíbico. La mayor parte de la región posee un termotipo termomediterráneo y solo es posible encontrar termotipo mesomediterráneo en las zonas más internas de la sierra del Aljibe. Debido a las peculiares características climáticas del Estrecho de Gibraltar se mantiene en las zonas de montaña una elevada humedad ambiental y precipitación con ombrotipo húmedo a hiperhúmedo en algunas zonas. En relación con los suelos se encuentran afloramientos carbonatados y silíceos en toda la región. Todos estos factores afectan fuertemente a la vegetación potencial del área, encontramos sobre sustrato silíceo, termotipo termomediterráneo y mesomediterráneo y ombrotipos húmedo la serie de vegetación denominada Teucrio baetici-Querceto suberis con alcornocales húmedos, que deviene en Rusco hypophyllii-Querceto canariensis, quejigales, cuando aumenta la xerividad estival. En idéntico sustrato y termotipo pero con ombrotipos subhúmedo la serie de vegetación predominante es Myrto communis-Querceto suberis o alcornocales xerófitos. Los afloramientos calizos impiden el desarrollo de esta vegetación predominante y provoca el establecimiento de especias pertenecientes a la serie de vegetación Tamo communis-Oleeto sylvestris o acebuchales.

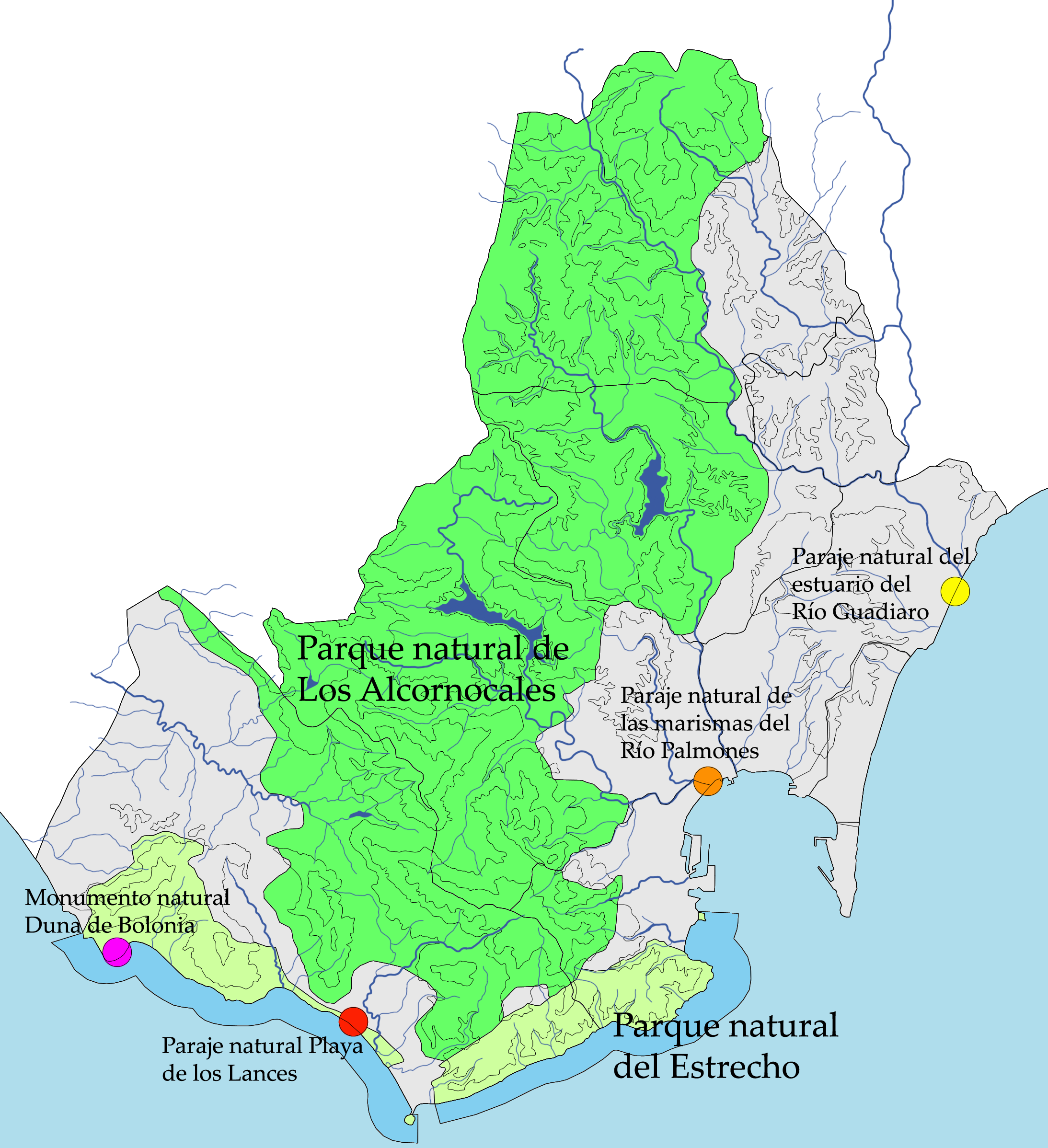
Áreas protegidas en el Campo de Gibraltar.

Estas comunidades vegetales se desarrollan sobre suelos de muy poco valor agrícola lo que ha propiciado su conservación. Por el contrario las comunidades vegetales presentes en las vegas de los ríos han sido profundamente degradadas por la acción humana y hoy día es difícil observar ecosistemas bien conservados salvo en los estuarios. 
En cuanto a la fauna destaca especialmente el paso de aves a través del estrecho de Gibraltar durante sus migraciones anuales. La fauna local es especialmente rica en aves por la diversidad de hábitats presentes así como de grandes mamíferos, principalmente ciervos, corzos y jabalíes. En la costa abundan en gran cantidad y en número de especies los cetáceos (cachalotes, rorcuales, orcas) y delfines, especialmente en las zonas próximas al litoral Tarifa-Algeciras.
Son varios los espacios naturales que cuentan con protección por parte de las administraciones en el área del Campo de Gibraltar. La mayor parte de su territorio se encuentra bajo alguna figura de protección sobre todo en el extenso parque natural de Los Alcornocales del que participan seis de los ocho municipios de la comarca, Tarifa, Algeciras, Los Barrios, San Roque, Jimena de la Frontera y Castellar de la Frontera. parque natural del Estrecho de Gibraltar comprende el litoral entre la Punta de San García en Algeciras y el Cabo de Gracia en Tarifa y posee un ámbito marino-terrestre. Estas dos grandes zonas protegidas se ven complementadas con la presencia de los parajes naturales de la playa de Los Lances en Tarifa, del estuario del Río Guadiaro en San Roque y de las marismas del Río Palmones entre Los Barrios y Algeciras.

## Clima
Se diferencian tres sectores climáticos dentro del territorio que ocupa la comarca. La zona este y sureste presenta un clima mediterráneo subtropical; la zona suroeste mientras posee un clima oceánico mientras que el resto del área posee un clima mediterráneo subcontinental. La temperatura media anual para el conjunto de la comarca se encuentra entre 15-20 °C no existiendo importantes fluctuaciones entre las temperaturas registradas en verano e invierno.
Las precipitaciones en la comarca fluctúan mucho de unas zonas a otras según el régimen de vientos y, sobre todo, según la orografía. La mínima precipitación se produce en los entornos de La Línea de la Concepción con 430 mm. y la máxima se registra en El Tiradero, en el término municipal de Los Barrios con 1422 mm. Aún con esto en la mayor parte del área, principalmente en las sierras interiores la precipitación anual supera los 1000 mm. disminuyendo en zonas costeras salvo en la sierra del Bujeo, muy próxima a la costa pero con valores superiores a los 1180 mm.

## Historia

### Prehistoria
En el Campo de Gibraltar han aparecido yacimientos arqueológicos relacionados con el Paleolítico inferior en casi todos los términos municipales, aunque destacan los yacimientos del río Palmones tanto en Los Barrios como en Algeciras, que han dado gran cantidad de materiales líticos. El llamado arte sureño es un conjunto de pinturas rupestres datadas en diferentes épocas desde el Paleolítico hasta la Edad del Bronce y agrupadas por el mismo patrón de asentamiento. Existen en el Campo de Gibraltar complejos funerarios de notable interés, como la Necrópolis de Los Algarbes, datada en el Tercer Milenio a. C. en Tarifa.

### Edad Antigua

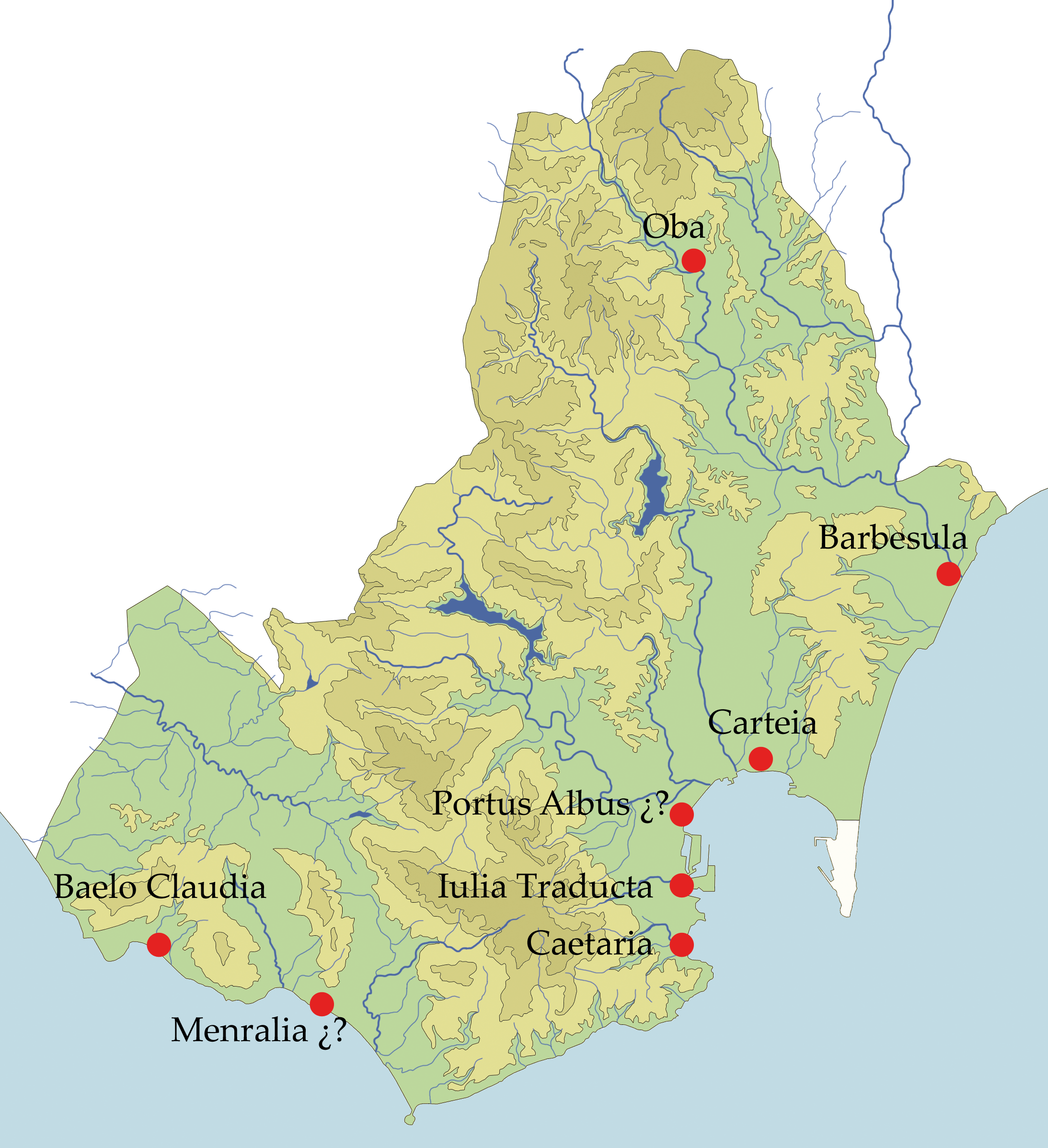
El Campo de Gibraltar en el.

La zona fue habitada por los turdetanos. Aunque no se conservan asentamientos de la época, es posible que poblaciones turdetanas sean el origen de alguna de las ciudades del Campo. Un yacimiento de la época puede ser la Silla del Papa de Tarifa, construcción probablemente con función religiosa según los patrones observados en otros lugares. 
Se conoce la existencia de varios asentamientos púnicos de poca entidad a lo largo de la costa; sin duda la ciudad más importante de la época era Carteia, pujante ciudad de Cartago trasladada a la costa desde el cercano Cerro del Prado. Su historia se encuentra rodeada de mitología, siendo identificada aún en la Antigüedad con Tartessos. La importancia de la ciudad continúa en época romana articulando toda la economía del círculo del estrecho y del Campo de Gibraltar. Así  mantiene relaciones con las otras ciudades romanas de la región: Oba, Barbesula, Portus Albus, Iulia Traducta, Caetaria, Mellaria o Baelo Claudia, conectadas mediante la Vía Hercúlea.
La llegada de los pueblos bárbaros trajo el hundimiento de muchas de las ciudades de la zona. De ese modo, en el año 711, cuando las tropas musulmanas llegan a Gibraltar, encuentran Carteia prácticamente despoblada. Un año antes Tarik había desembarcado en la entonces isla de Tarifa y capturado un numeroso botín sin ningún tipo de resistencia.

### Edad Media

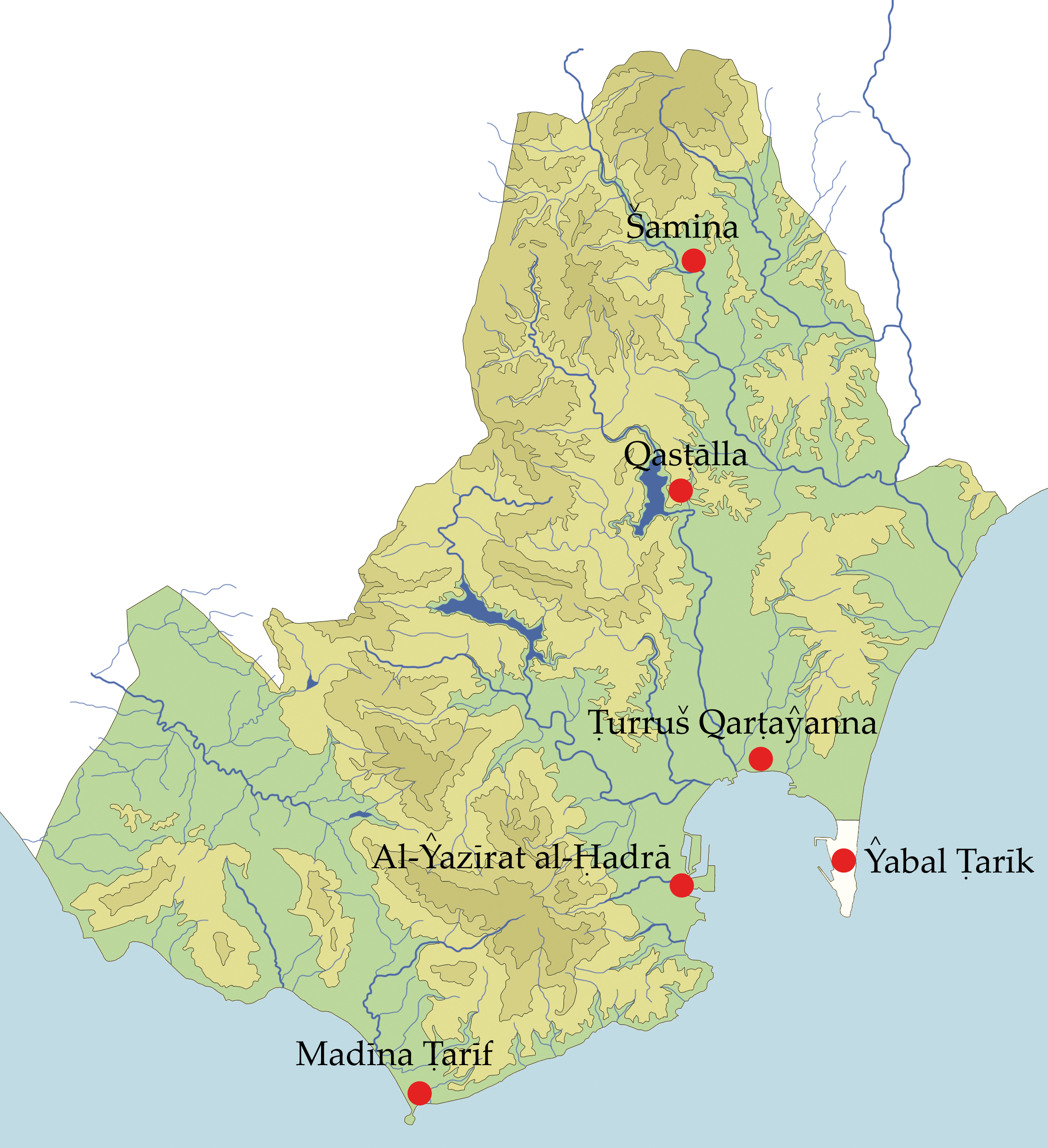
El Campo de Gibraltar en el.

En la Edad Media el Campo de Gibraltar se articula principalmente en torno a tres ciudades: Al-Yazirat Al-Hadra (Algeciras), Al-Yazirat Al-Tarif (Tarifa) y Ghebel Tarik (Gibraltar), aunque en el interior de la comarca existían otras ciudades como Samina o Qastalla correspondientes a las actuales Jimena de la Frontera y Castellar de la Frontera. La comarca formó la mayor parte del Taifa de Algeciras hasta que fue anexionada al antiguo Reino de Sevilla y posteriormente al Reino nazarí de Granada. Luego volvió a formar un reino independiente de la mano de los benimerines hasta la conquista de la capital por Alfonso XI. 
De esta época se conservan los castillos de Jimena, de Castellar Viejo y de Tarifa, así como parte del conjunto defensivo de Algeciras. También destaca la presencia de numerosas torres almenaras en toda la costa que advertían de la llegada de piratas o de flotas enemigas tanto por mar como por tierra.
Tras la Reconquista, algunas partes de él estuvieron bajo la jurisdicción señorial de la Casa de Medina Sidonia, propietaria del efímero Marquesado de Gibraltar y de la Casa del duque de Alburquerque, que poseía Jimena, que le fue arrebatada por la Casa de Medina Sidonia.

### Edad Moderna

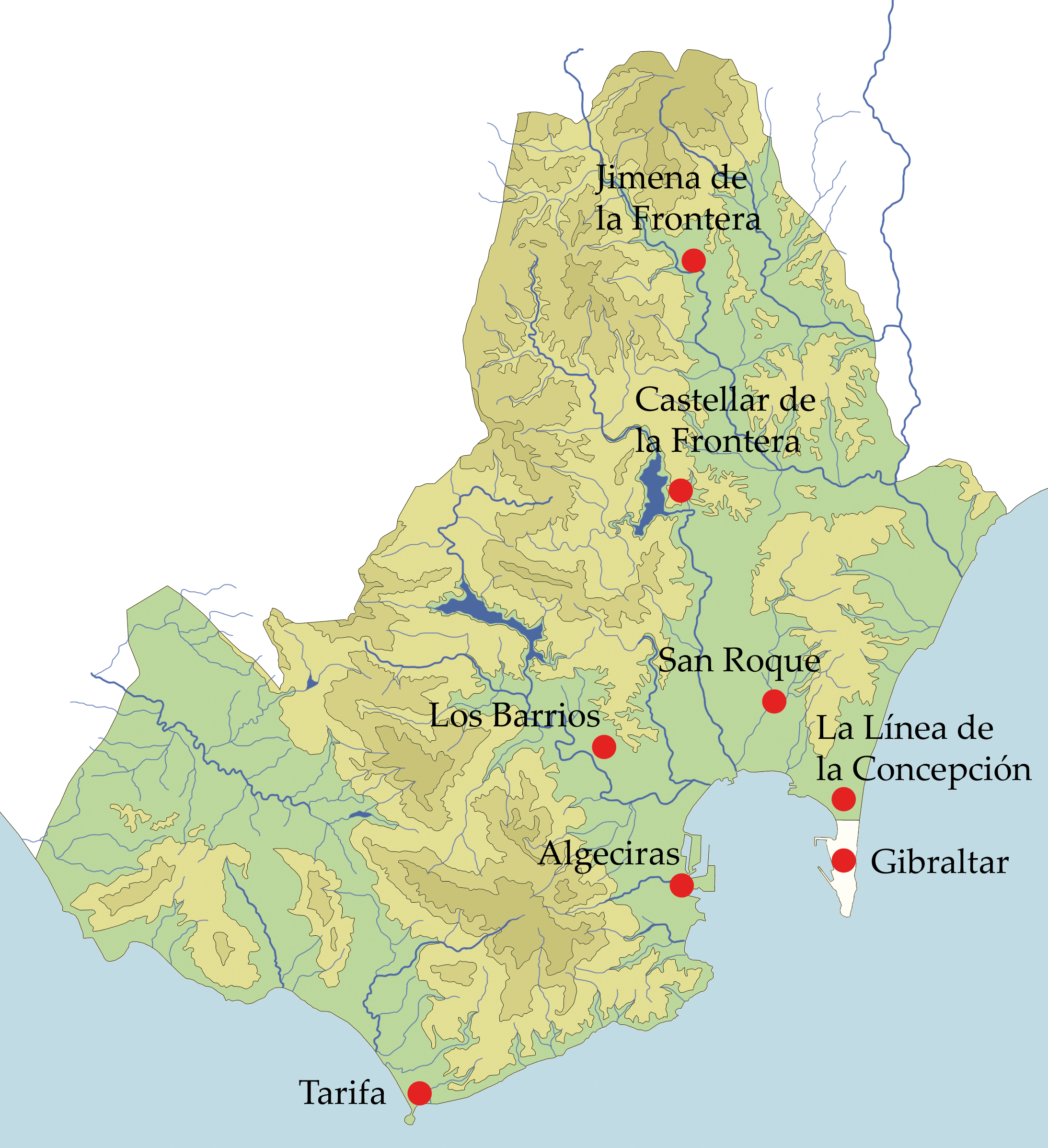
El Campo de Gibraltar en el.

Los municipios de La Línea de la Concepción, San Roque y Los Barrios nacieron como consecuencia de la toma de la ciudad de Gibraltar en 1704 por una flota anglo-holandesa, mientras que la ciudad de Algeciras resurgió como consecuencia de este hecho, después de haber sido destruida completamente por los árabes en 1379. Tras la toma de Gibraltar, el gobierno de España ve la necesidad de ordenar las nuevas poblaciones que aparecían en el Campo. Así uno de los proyectos presentados, y nunca ejecutado, en 1720 por el Mariscal de Campo y gobernador de Tarifa Bartolomé Porro pretende crear una nueva provincia denominada Provincia Final en la actual comarca y abarcando los términos municipales de Gibraltar, las Algeciras (actuales Algeciras, San Roque, Los Barrios y La Línea), Tarifa y Bolonia con capitalidad en una población llamada Final. Según apuntan diversos historiadores, la idea de Porro era refundar la provincia de Finale, recién vendida por la Corona de España a la República de Génova con la fundación de nuevas ciudades denominadas como las de aquella. En la comarca se vivieron durante el siglo XVIII los Sitios de Gibraltar, intentos infructuosos de España por conquistar la ciudad del peñón y que marcaron las relaciones de las ciudades del Campo con Gibraltar durante siglos; de estos enfrentamientos y los posteriores con el Reino Unido se conservan multidud de fortificaciones, muchas de ellas en muy buen estado de conservación, como las existentes en La Línea de la Concepción.
Durante el siglo XVIII se produce la independencia de las ciudades de la bahía. Así se forman San Roque, Los Barrios y Algeciras, y algo más tarde La Línea. En el interior se encuentran desde la Edad Media Jimena de la Frontera y Castellar de la Frontera; igual que en la costa del estrecho ocurre con Tarifa. Estas ciudades serán las que entren en el siglo XX y vean cómo el proceso de industrialización, llevado a cabo en los años sesenta, convierte a la comarca en una de las regiones de mayor crecimiento de la región andaluza.

## Organización territorial

### Demografía
Se aprecia una gran concentración de población en las localidades situadas en el arco que forma la bahía de Algeciras,  lo que contrasta con el resto de la comarca, en el que existen zonas muy despobladas, especialmente en los municipios del interior inmersos en el parque natural de los Alcornocales.
| Algeciras                 | 122 368 | 85,9   | 1.424,5 |
| La Línea de la Concepción | 63 271  | 26     | 2.433,5 |
| San Roque                 | 33 018  | 140    | 235,8   |
| Los Barrios               | 24 069  | 331,33 | 72,6    |
| Tarifa                    | 18 564  | 419,67 | 44,2    |
| Jimena de la Frontera     | 6681    | 297,09 | 22,4    |
| Castellar de la Frontera  | 3043    | 178,84 | 17      |
| San Martín del Tesorillo  | 2797    | 48,57  | 57,5    |
| Total                     | 273.811 | 1527,4 | 179,26  |

### Administración municipal
De acuerdo a la Ley Electoral de España, cada municipio es gobernado por una corporación municipal o Ayuntamiento, elegido cada cuatro años por sufragio universal. Cada Ayuntamiento está compuesto por un número de concejales en función de su población y un alcalde nombrado por estos. El censo electoral de cada municipio está compuesto por todos los residentes empadronados en él mayores de 18 años y nacionales de España y de los otros países miembros de la Unión Europea.
Las elecciones municipales del 2019 dieron como resultado las siguientes corporaciones municipales:
| Escudo | Municipio                 | Concejales | Alcalde                               | Gobierno          |
| ------ | ------------------------- | ---------- | ------------------------------------- | ----------------- |
|        | Algeciras                 | 27         | José Ignacio Landaluce Calleja (PP-A) | PP-A + Ciudadanos |
|        | La Línea de la Concepción | 25         | Juan Franco (LL 100x100)              | LL 100x100        |
|        | San Roque                 | 21         | Juan Carlos Ruiz Boix (PSOE-A)        | PSOE-A            |
|        | Los Barrios               | 21         | Miguel Alconchel (LB 100x100)         | LB 100x100 + PP-A |
|        | Tarifa                    | 17         | Francisco Ruiz Giráldez (PSOE-A)      | PSOE-A            |
|        | Jimena de la Frontera     | 17         | Franciso Gómez (IU-LV-CA)             | IU-LV-CA          |
|        | Castellar de la Frontera  | 11         | Adrián Vaca (PSOE-A)                  | PSOE-A            |
|        | San Martín del Tesorillo  | 11         | Jesús Fernández (IU-LV-CA)            | IU-LV-CA          |

### Administración comarcal, la Mancomunidad de municipios

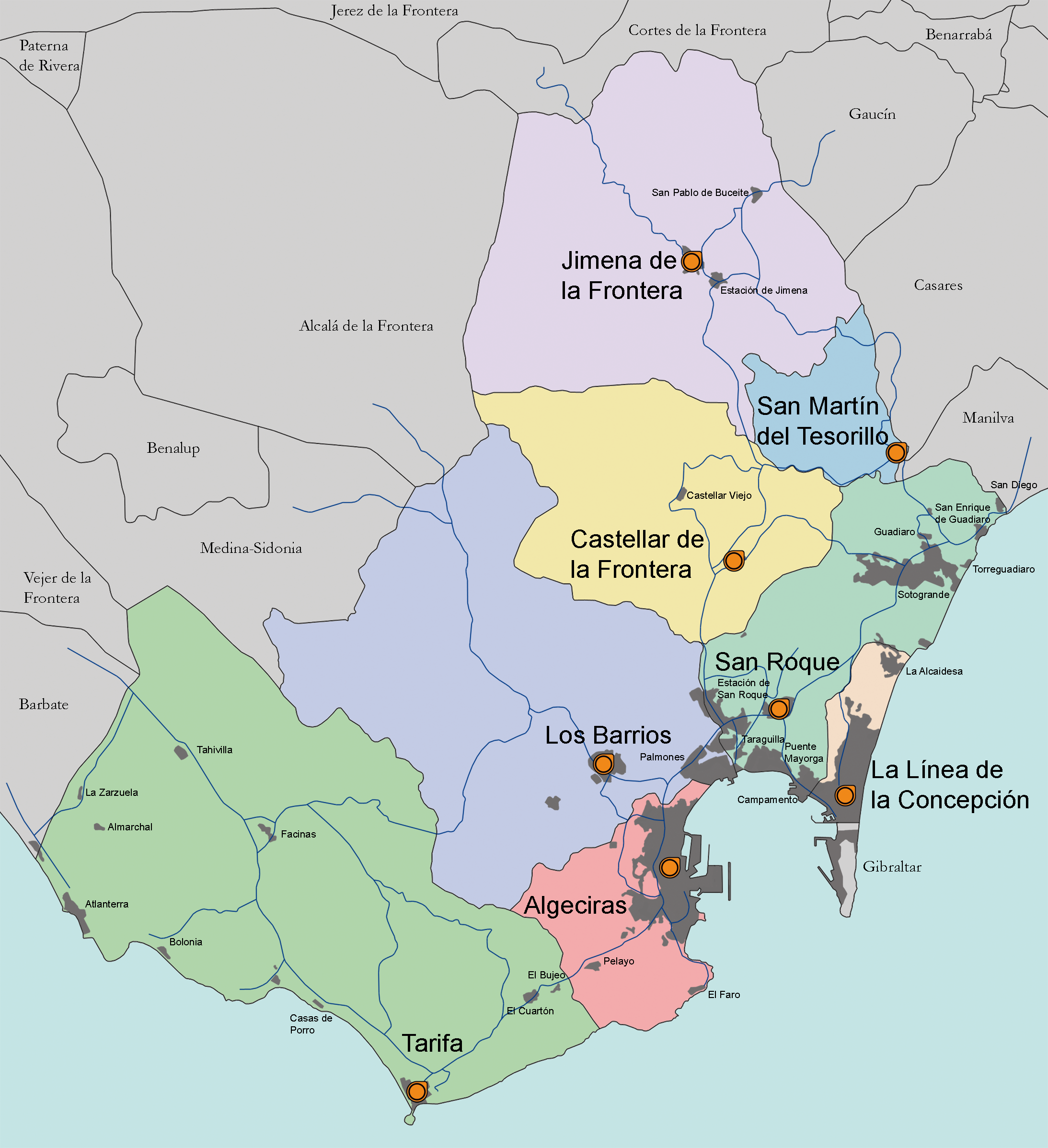
Mapa de los municipios del Campo de Gibraltar.

Todos los municipios de la comarca forman parte de la Mancomunidad de Municipios del Campo de Gibraltar, constituida en 1985, excepto San Martín del Tesorillo que tras su formación como municipio en 2018 debe solicitar su entrada. 
Esta Mancomunidad de municipios tiene consideración de Entidad local reconocida y se recoge en sus estatutos el objetivo de conseguir el reconocimiento político y administrativo del Campo de Gibraltar. El principal órgano de gobierno de la mancomunidad es la Junta de Comarca, integrada por vocales asignados por los partidos políticos de la comarca según el número de votos obtenidos en los municipios que la componen y en proporción al número de concejales que posea el municipio. De este modo en la Junta de Comarca Algeciras poseerá 7 vocales, La línea de la Concepción 6, Los Barrios y San Roque 5, Tarifa 4, Jimena de la Frontera 4 y Castellar de la Frontera 2 vocales.
El objetivo primordial de la mancomunidad es la promoción y el desarrollo comarcal. Para ello establece relaciones con las administraciones superiores en cuestiones de interés general para todos los municipios sin interferir en la autonomía municipal. Los principales intereses están relacionados con el medio ambiente, sanidad, educación turismo y limpieza pero también en las relaciones con la vecina ciudad de Gibraltar y sus instituciones.
| Partido   | Miembros | Portavoz                   | Algeciras | La Línea | San Roque | Tarifa | Los Barrios | Jimena | Castellar |
| --------- | -------- | -------------------------- | --------- | -------- | --------- | ------ | ----------- | ------ | --------- |
| PP        | 11       | David Gil Sánchez          | 4         | 1        | 2         | 2      | 1           | 1      | 0         |
| PSOE      | 13       | Miguel Tornay González     | 2         | 3        | 3         | 2      | 1           | 1      | 1         |
| PA        | 3        | Jorge Romero Salazar       | 0         | 0        | 0         | 0      | 3           | 0      | 0         |
| IU-LV-CA  | 2        | Juan Casanova Correa       | 0         | 0        | 0         | 0      | 0           | 1      | 1         |
| LL100x100 | 2        | José Juan Franco Rodríguez | 0         | 2        | 0         | 0      | 0           | 0      | 0         |
| Podemos   | 1        | Alejandro Gallardo Gaitán  | 1         | 0        | 0         | 0      | 0           | 0      | 0         |

### Administración provincial, la Diputación de Cádiz
La Diputación Provincial de Cádiz es el órgano de gobierno provincial y tiene competencias sobre medio ambiente, vivienda, cultura, turismo, deporte, igualdad y otras áreas como la red de carreteras locales.
De los 31 miembros de la Diputación Provincial, siete representan a la comarca del Campo de Gibraltar:
- Cuatro por la circunscripción de Algeciras (municipios de Algeciras, Los Barrios y Tarifa).
- Tres por la de San Roque (municipios de San Roque, La Línea de la Concepción, Castellar de la Frontera, Jimena de la Frontera y San Martín del Tesorillo).

Las circunscripciones electorales de la Diputación corresponden con los límites de los partidos judiciales existentes en 1979.
Los diputados se asignan a los partidos políticos que hubieran obtenido representación en las elecciones municipales, en proporción al número votos obtenidos en estas elecciones.

### Administración regional
La subdelegación de Gobierno de la Junta de Andalucía en el Campo de Gibraltar fue creada en 1997 con el fin de coordinar las actuaciones de la Junta de Andalucía en la comarca. Depende de la Delegación del Gobierno de la Junta de Andalucía en Cádiz y tiene su sede en la ciudad de Algeciras con sus dependencias situadas en la calle Regino Martínez número 35. Posee funciones correspondientes a las consejerías de Gobernación y Justicia, Trabajo e Industria, Obras Públicas y Transportes, Educación y Ciencia, Medio Ambiente y Asuntos Sociales delegadas por el Gobierno de la Junta en Cádiz.

### Administración central
Desde 2002 existe en la comarca una Oficina de Coordinación de la Administración General del Estado (A.G.E.) en el Campo de Gibraltar con sede en Algeciras por ser la ciudad de mayor población y la que previamente poseía un mayor número de puestos de trabajo de la Subdelegación del Gobierno en Cádiz. Esta oficina, situada en la plaza Juan de Lima, tiene las funciones de coordinar los servicios de la Administración General del Estado en el Campo de Gibraltar y todas aquellas funciones que la Subdelegación del Gobierno de la Junta de Andalucía y la Subdelegación del Gobierno en Cádiz deleguen en ella. Aparte de las funciones de la Oficina de Coordinación de la A.G.E. la Administración estatal gestiona en el Campo de Gibraltar otras instituciones de los diferentes municipios, entre ellas las Aduanas, la Administración Tributaria, los Centros penitenciarios y las Comisarías de Policía entre otros organismos oficiales no dependientes de la administración regional.

### Administración judicial

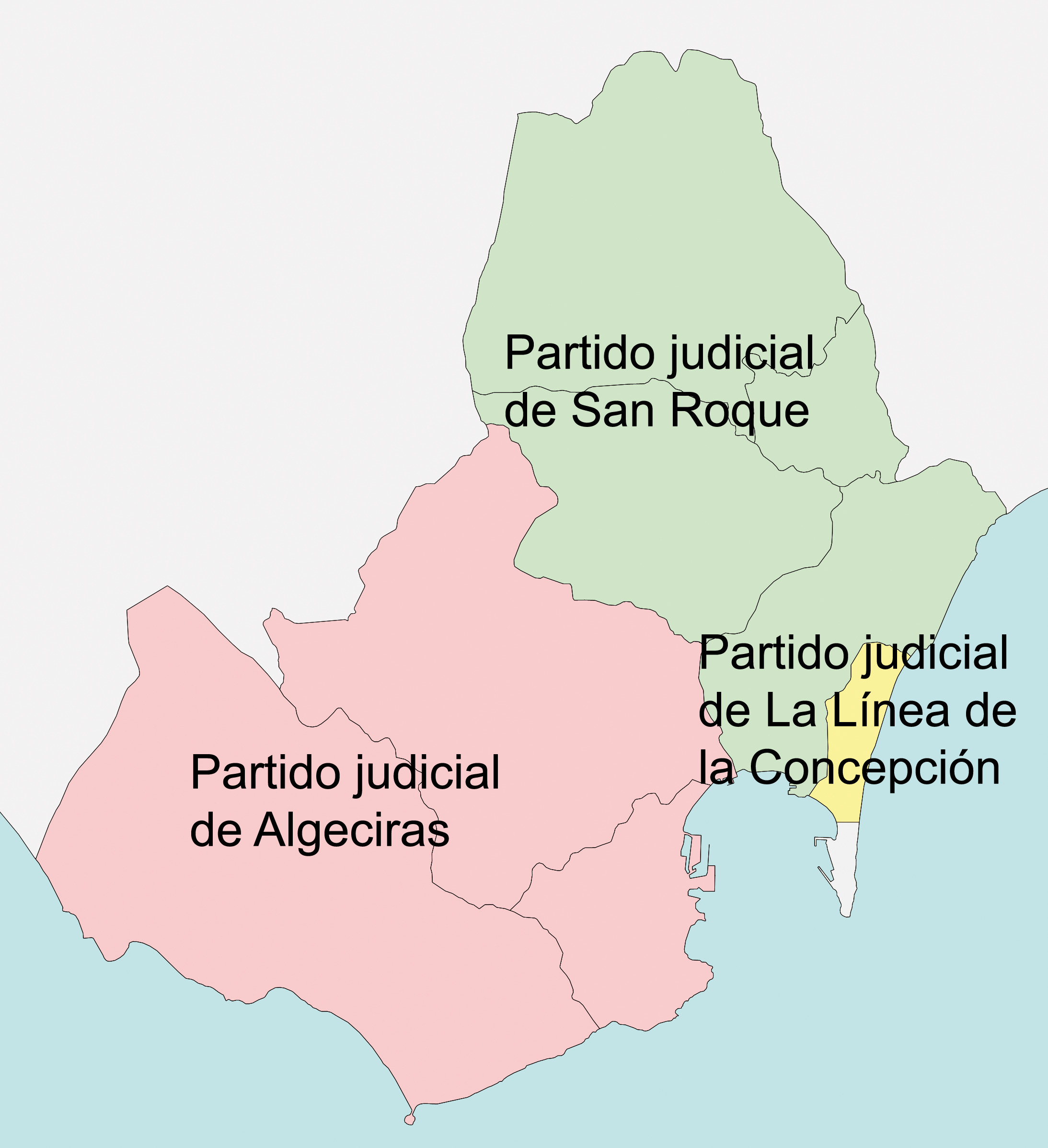
Partidos judiciales en los que se divide la comarca.

La comarca está dividida en tres partidos judiciales con sede en los municipios de Algeciras, San Roque y La Línea. 
El Partido judicial de Algeciras, n.º 3 de la provincia de Cádiz, comprende además de la propia Algeciras a los municipios de Los Barrios y Tarifa. La dirección del partido se sitúa en la Plaza de la Constitución de la ciudad. Cuenta en la actualidad con varias instituciones judiciales, entre ellas 4 Juzgados de primera instancia, 4 Juzgados de instrucción, Juzgado de lo social, Juzgado de violencia sobre la mujer, Audiencia provincial, Juzgado de lo contencioso administrativo, Juzgado de vigilancia penitenciaria, 4 juzgados de lo penal y Juzgado de menores.
El Partido judicial de San Roque, n.º 5 de la provincia, engloba además de San Roque a Castellar de la Frontera, Jimena de la Frontera y San Martín del Tesorillo. La dirección del partido se sitúa en la calle Batallón Cazadores de Tarifa de San Roque. En este lugar se sitúa el Juzgado Decano y dos juzgados de Primera Instancia.
Por último el Partido judicial de La Línea de la Concepción, n.º 8 de Cádiz, tiene bajo su ámbito únicamente a la propia ciudad de La Línea de la Concepción con sede en la Calle Feria. Este partido judicial cuenta con Juzgado Decano y cuatro juzgados de Primera Instancia e Instrucción.

### Administración sanitaria
Los siete municipios de la comarca conforman el Área de Gestión Sanitaria Campo de Gibraltar, una de las nueve áreas del Servicio Andaluz de Salud definidas por la Consejería de Salud de la Junta de Andalucía. El objetivo de esta es la gestión de la atención primaria y la gestión hospitalaria de la comarca a través de los diferentes centros sanitarios presentes en ella. Se incluyen dos hospitales, el Hospital Punta de Europa de Algeciras (que realiza la función de hospital comarcal y centro de hospitalización) y el Hospital de La Línea de la Concepción (que realiza la función de centro de especialidades), además de dos centros de consultas externas situados en las mismas ciudades, cuatro centros de salud mental, diez centros de salud y 26 consultorios repartidos en cada núcleo de población.

## Economía

### Industria

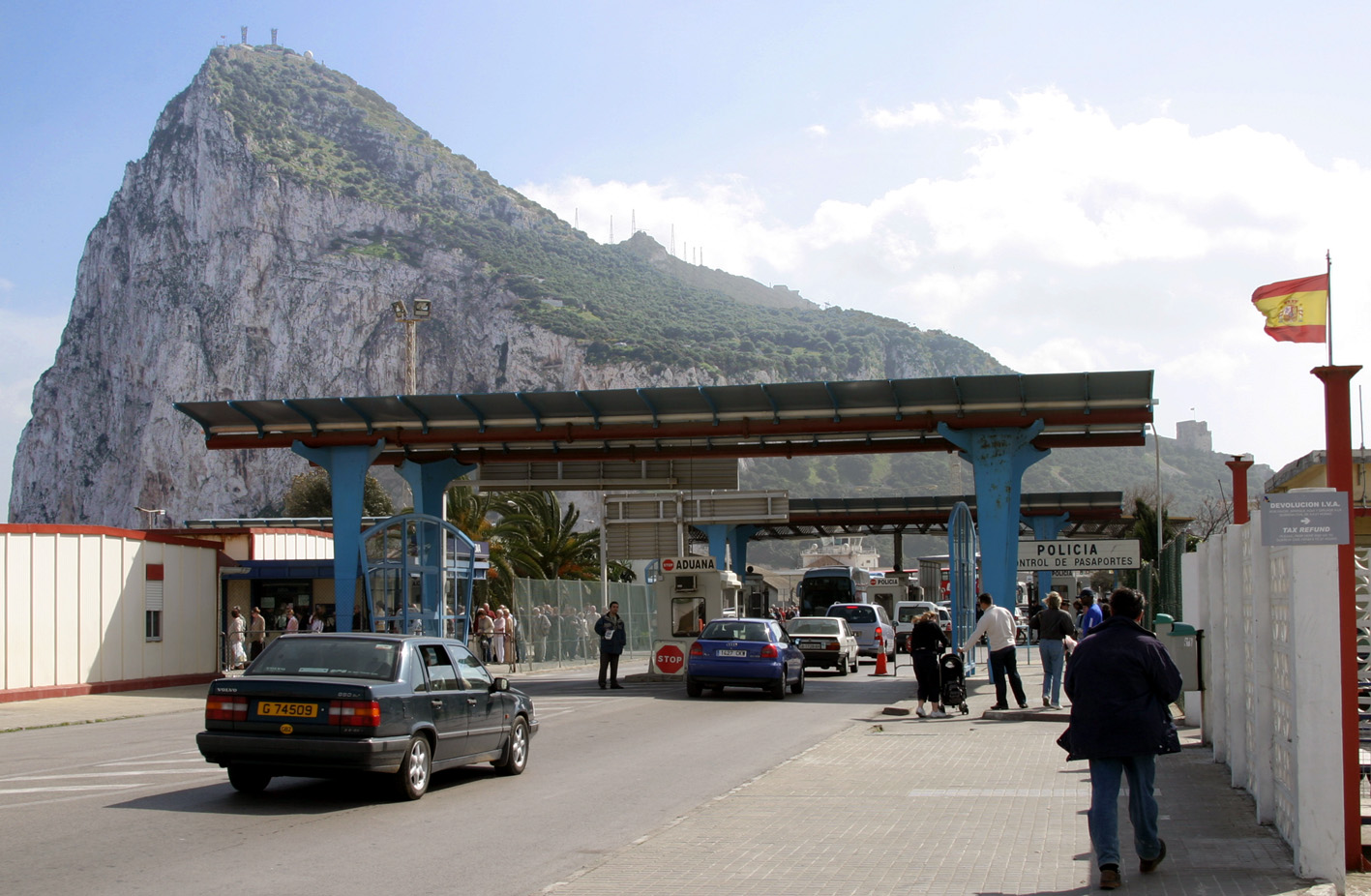
Frontera de Gibraltar.

La actual situación de la industria en el Campo de Gibraltar tiene como punto de partida el establecimiento de la comarca como Zona de Preferente Localización Industrial en 1966. Desde esa fecha se produjo la instalación de un gran polo industrial y el desarrollo del puerto Bahía de Algeciras hasta convertirse en el principal de España. 
Destacan las grandes zonas industriales de la ribera de la bahía de Algeciras. En el municipio de San Roque se encuentra la mayor aglomeración de industrias de la comarca, las principales zonas industriales presentes con las de Campamento, Polígono industrial de Guadarranque y el Polígono industrial San Roque donde son numerosas las industrias establecidas, entre ellas las dedicadas a la transformación de productos petroquímicos y de gas natural. En el municipio de Los Barrios por su parte, destaca el Polígono industrial de Palmones con la importante Central térmica Bahía de Algeciras o Acerinox entre otras industrias. En Algeciras existen cuatro zonas industriales establecidas, La Menacha, Polígono real, Los Guijos y La Pilas con empresas dedicadas a la transformación de metales. En el resto de municipios existe una menor presencia industrial destacando El Zabal de La Línea o La Vega de Tarifa. En esta última población destaca la producción de energía a partir del parque eólico implantado desde los años 90.

### Turismo
El Campo de Gibraltar es un destino turístico que ofrece una gran variedad de actividades turísticas muy distintas y complementarias a la oferta andaluza y española. Esta oferta diferente viene a sumarse a la tradicional de "sol y playa", y su singularidad se explica por su ubicación, en un enclave único en el mundo, en el "Estrecho de Gibraltar". Por ello, el Campo de Gibraltar limita y es frontera con la colonia inglesa de Gibraltar; es el territorio español más cercano al continente africano, separada del mismo por tan solo 14 kilómetros. Es el punto de unión del mar Mediterráneo y el océano Atlántico. El 60 % de su territorio está formado por espacios naturales protegidos, de alto valor ecológico, y tiene un clima especial caracterizado por un elevado número de horas de sol al año y fuertes vientos, que favorecen la práctica de deportes náuticos en su extenso y variado litoral.
Los principales recursos turísticos que motivan la oferta son:
- Parque natural del Estrecho
- Parque natural de Los Alcornocales
- Formar parte de la Reserva del Mediterráneo Andalucía España-Marruecos
- Lugar estratégico para el avistamiento de Aves Migratorias
- Lugar estratégico para el avistamiento de cetáceos
- Los yacimientos arqueológicos romanos de Baelo Claudia y Carteia
- Castillos, fortalezas y otros elementos defensivos
- Extenso litoral de playas Atlánticas y Mediterráneas
- Buen clima, caracterizado por fuertes vientos
- Arte rupestre, abrigos, cuevas, tumbas antropomorfas. (arte sureño)
- Amplia y prestigiosa oferta de Golf. (C.G Valderrama)
- Centros históricos y gastronomía
- Puertos Deportivos de Sotogrande y Alcaidesa
- Belleza paisajística
- Tarifa, capital de los deportes de viento: Kitesurf, Windsurf, Paddlesurf
- Actividades Ecuestres: Hípica y Polo en Sotogrande
- Actividades en la naturaleza y turismo activo (Senderismo, rutas en bicicleta, micología, berrea del ciervo)
- Buceo

Un recorrido por sus municipios:
- Algeciras
- La Línea de la Concepción
- San Roque
- Los Barrios
- Tarifa
- Jimena de la Frontera
- Castellar de la Frontera
- San Martín del Tesorillo

## Transporte

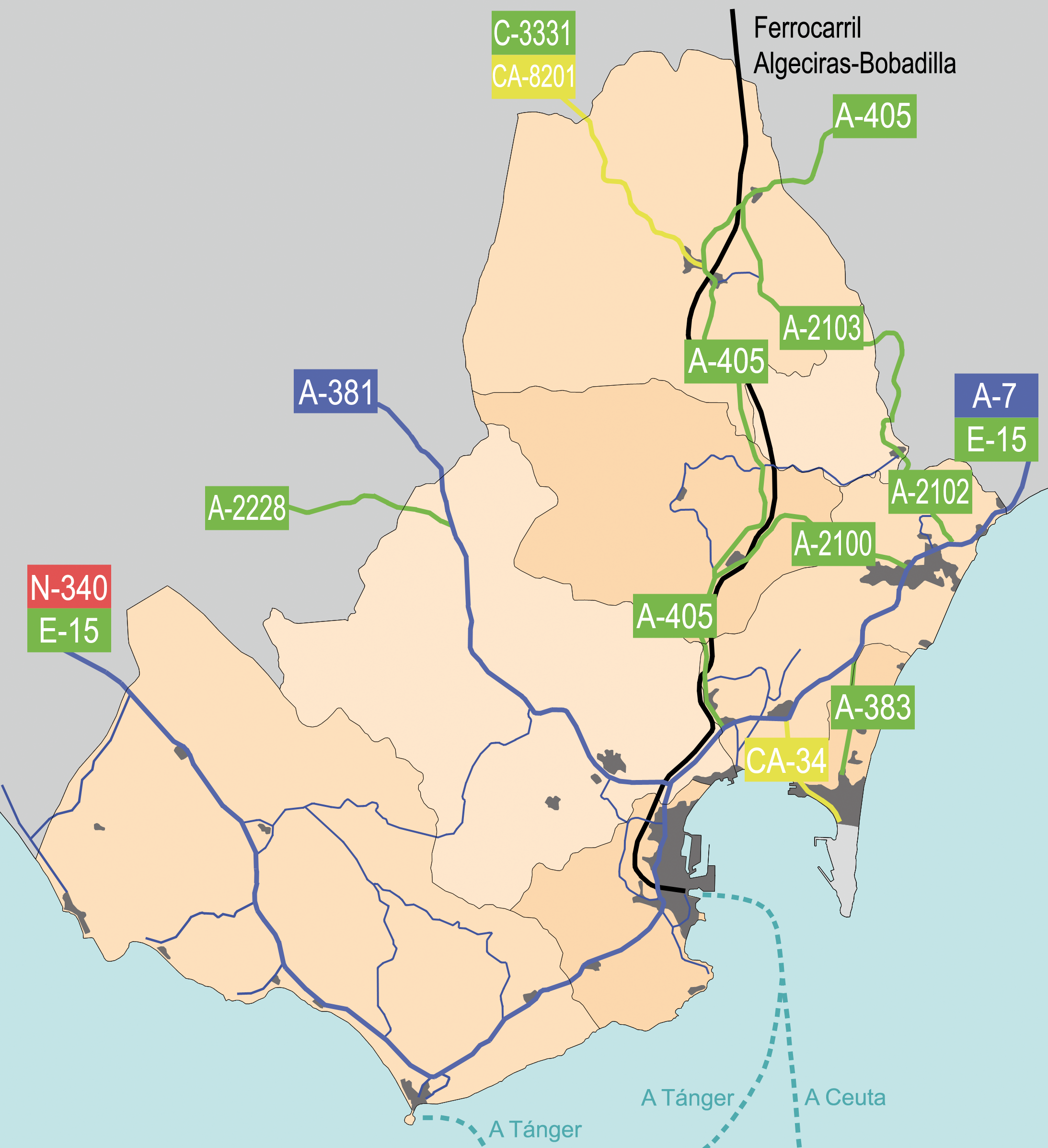
Principales vías de comunicación de la comarca.

### Transporte por carretera
El Campo de Gibraltar se encuentra comunicado con la Costa del Sol a través de la autovía A-7, con la Costa de la Luz hasta la ciudad de Cádiz por la N-340 futura E-5 una vez que terminen las obras en su tramo Vejer-Algeciras y con la Campiña de Jerez y Sevilla por la A-381. La comunicación con la Serranía de Ronda tiene lugar mediante la A-405 que además permite la circulación entre las ciudades del interior de la comarca y las del arco de la bahía.

### Transporte por ferrocarril
La vía férrea Algeciras-Bobadilla permite el tránsito de personas y mercancías desde las estaciones situadas en Algeciras, Estación de Los Barrios, San Roque-La Línea, Almoraima (Castellar de la Frontera), Estación de Jimena y San Pablo de Buceite. Las rutas directas que realizan los trenes de la comarca permiten los viajes hasta las ciudades de Granada mediante un tren Andalucía Exprés y hasta Madrid mediante un tren Altaria. Sin embargo las posibilidades de conexión son más amplias al poder realizarse transbordos en Bobadilla que permiten la comunicación con Sevilla o Málaga entre otros destinos.

### Consorcio de Transporte
El 22 de septiembre de 2005 la Consejería de Gobernación de la Junta de Andalucía publica los estatutos del Consorcio de Transporte Metropolitano del Campo de Gibraltar cuyo objetivo era conseguir un sistema de transporte público de calidad en toda el área metropolitana. En el consorcio se incluye la Diputación Provincial de Cádiz y los municipios de Algeciras, La Línea de la Concepción, Los Barrios, San Roque, Tarifa, Jimena de la Frontera y Castellar de la Frontera. Una de sus primeras actuaciones fue la creación del billete único. Entre sus planes se encuentra realizar la propuesta de elaboración y aprobación inicial del plan de transporte metropolitano así como su redacción y gestión.
Posee también competencia en la ordenación, coordinación, control, y sanción respecto de los servicios e instalaciones de interés metropolitano y de la ordenación y coordinación del resto de transportes. Igualmente se encargará de coordinar los servicios, infraestructuras e instalaciones con el fin de promocionar la imagen unificada del sistema de transportes así como de realizar propuestas para el establecimiento de tasas, precios públicos y contribuciones especiales de conformidad con la legislación vigente.

### Proyectos para el futuro
Carreteras
- Autovía Costa de la Luz Vejer-Tarifa-Algeciras. Anteproyecto para el tramo Tarifa-Algeciras aprobado en 2015, licitado en 2017.[46]
- Acceso Sur a Algeciras. Anteproyecto aprobado.[47]
- Acceso Norte a Algeciras. Duplicación del acceso norte al puerto. Eliminación de los cruces a nivel. Proyecto aprobado.[48]
- Duplicación del Acceso Sur al Puerto de Algeciras. Proyecto aprobado, obras licitadas.[49]
- Acceso al Puerto de Tarifa desde la N-340. Estudio informativo licitado.[50] Ampliación del puerto rechazada por declaración de impacto ambiental negativa.[51]
- Variante de San Roque de la A-7. DIA aprobada. Paralizada desde 2009.[52]
- Variante de Campamento (San Roque). Nuevo trazado de la CA-34 que evite esta travesía. Acordado entre la Junta de Andalucía y el Ministerio de Fomento desde 2002.[53] Previsto en el PITVI 2012-2024.[54] Estudio informativo incluido en los Presupuestos Generales del Estado de 2018.[55]
- Segunda fase de la A-383, autovía del Higuerón. Paralizado, no incluido en el PISTA.[56]

Ferrocarriles
- Reforma y modernización del ferrocarril Bobadilla-Algeciras. En obras desde 2008. Primera fase de las obras concluida en 2010. Adaptación a ancho mixto y electrificación en una segunda fase.
- Acceso ferroviario al Muelle de Campamento. Proyecto redactado.[57]
- Tranvía metropolitano. En estudio informativo adjudicado por la Junta de Andalucía.[58] La Mancomunidad solicita 200 millones de euros de fondos de cohesión europeos para este proyecto.[59] Utilizaría la línea ferroviaria existente allí donde fuese posible.[60] Trazado planeado Algeciras-San Roque-La Línea-Frontera de Gibraltar, aunque el PP de Tarifa realizó una alegación solicitando su inclusión en el trayecto.[61] Sin fecha definida.

Otros
- Ampliación de la Zona de Actividades Logísticas de San Roque (a partir de 2018) y de la terminal ferroviaria de mercancías. En obras.[62]

## Cultura

### Patrimonio histórico
- Arte Sureño
- Baelo Claudia
- Carteia
- Castillo de Jimena
- Castillo de Tarifa
- Castillo de Castellar de la Frontera
- Parque Arqueológico de las Murallas Meriníes de Algeciras
- Casco histórico de San Roque, conjunto Monumental Histórico-Artístico desde 1975.[63]

### Museos
- Algeciras
  - Museo municipal de Algeciras.[64]
  - Museo de Arte Sacro.[65]
- La Línea de la Concepción
  - Museo del istmo.[66]
  - Museo Cruz Herrera.[67]

- Los Barrios
  - Museo de Historia Natural.[68]
- San Roque
  - Museo Arqueológico Carteia.[69]
  - Museo Ortega Brú.[70]
  - Centro de Arte Contemporáneo Vázquez de Sola

## Deporte
Estos son algunos de los clubes más populares de la geografía campogibraltareña:
| Nombre del Club             | Ciudad                    | Deporte   | Categoría                |
| BM Ciudad de Algeciras      | Algeciras                 | Balonmano | Primera División Estatal |
| Real Balompédica Linense    | La Línea de la Concepción | Fútbol    | Segunda RFEF             |
| Algeciras CF                | Algeciras                 | Fútbol    | Primera RFEF             |
| Club Deportivo San Roque    | San Roque                 | Fútbol    | Segunda Andaluza         |
| Unión Deportiva Los Barrios | Los Barrios               | Fútbol    | Tercera División         |

Juegos deportivos del Estrecho
La primera edición de los Juegos deportivos del Estrecho tuvo lugar en 1998 por iniciativa del Ayuntamiento de Algeciras y en ella participaron además de los clubes de la ciudad aquellos originarios de las ciudades de Ceuta y Gibraltar. Estos juegos estaban dirigidos a niños de 10 y 11 años y en su primera edición celebrada en la ciudad pudieron practicarse en las pistas de atletismo Bahía de Algeciras un total de 15 disciplinas deportivas diferentes. La segunda edición de los juegos tuvieron lugar en la ciudad de Ceuta y en ellos participaron además jóvenes de las localidades de San Roque y La Línea de la Concepción. Con el tiempo han sido más las disciplinas deportivas añadidas a los juegos y localidades participantes. De este modo en su tercera edición, celebrada en Gibraltar, se incorporó Los Barrios, en la cuarta, celebrada en La Línea, lo hizo Tarifa y, aunque en la cuarta edición se retiró de la participación la ciudad de Gibraltar en su octava edición se sumaron a los juegos las localidades de Jimena de la frontera, Castellar de la Frontera y Tánger.
La undécima edición que se celebró en 2008 tuvo lugar en la ciudad de La Línea de la Concepción y en ella participaron 1200 jóvenes de Algeciras, Los Barrios, La Línea, San Roque, Tarifa, Gibraltar y Ceuta a finales del mes de mayo. La edición de 2009 tendrá lugar en San Roque, participarán un total de 1.321 participantes en 18 disciplinas deportivas diferentes pertenecientes a las ciudades de Algeciras, Los Barrios, Ceuta, Gibraltar, San Roque, La Línea, Tarifa, Castellar y Jimena.